# Jinkaku Radio
I Jinkaku Radio (人格ラヂオ? "Radio Personalità") sono una band visual kei giapponese.
Sono noti per il loro look sobrio composto sempre da completo nero e camicia bianca con cravatta nera, per i testi di forte ispirazione letteraria, e per il legame molto stretto con il loro pubblico, le cosiddette bangyaru.

## Opere

### Discografia

#### Album
- 06/04/2003 - Shōko (証拠?); edizione limitata, ripubblicato in edizione standard il 30/11/2003
- 26/08/1998 - Ichi byō (一秒?)
- 23/08/2000 - Yui (結?)

#### Compilation
- 29/05/2002 - Yōgenkyō II (妖幻鏡II?)

1. Gogo non rakka (午後の落下?)

- 21/10/2002 - Shock Edge 2002 (Shock Edge 2002?)

1. Kayōbi no shōkyakuro (火曜日の焼却炉?)

- 21/01/2004 - Kiwamonotachi no kajitsu (きわもの達の果実?)

1. Henshin (変身?)
2. Kirifuda (切り札?)

#### Singoli
- 09/06/2002 - Kairo (回路?); seconda edizione pubblicata il 14/09/2002
- 30/11/2004 - Yūhodō (遊歩道?)
- 31/07/2005 - Ubasute yama (姥捨て山?)
- 04/12/2005 - Akui (悪意?)
- 19/11/2006 - Bangyaru shōkōgun (バンギャル症候群?); distribuito durante un concerto
- 29/11/2006 - Gakubuchi (額縁?)
- 19/12/2007 - Oborozuki (朧月?)
- 28/04/2010 - Taiyō (太陽?)
- 28/11/2011 - Akai kutsu (赤い靴?)

#### Demo tape
- 13/05/2001 - Nejimakidori (ネジマキドリ?)

### Videografia
Registrazioni di concerti dal vivo.

#### VHS
- 20/04/2002 - Moody Radio Theatre (ムゥディ・ラヂオ・シアタァ?)
- 06/12/2002 - Local Listener × Jinkaku shūyūki (ロォカルリスナァ×人格周遊記?)

#### DVD
- 04/07/2007 - Bangyaru Radio Theatre (バンギャルラヂオシアタァ?)